# Xã Hay Creek, Quận Goodhue, Minnesota
Xã Hay Creek (tiếng Anh: Hay Creek Township) là một xã thuộc quận Goodhue, tiểu bang Minnesota, Hoa Kỳ. Năm 2010, dân số của xã này là 882 người.